# Xã Washington, Quận Macomb, Michigan
Xã Washington (tiếng Anh: Washington Township) là một xã thuộc quận Macomb, tiểu bang Michigan, Hoa Kỳ. Năm 2010, dân số của xã này là 25.139 người.